# August Zaleski
August Zaleski (n. 13 septembrie 1883, Varșovia – d. 7 aprilie 1972, Londra) a fost un politician și diplomat polonez, ministru al afacerilor externe (de două ori), Președintele al Republicii Poloneze în exil

## Biografie
A absolvit liceul din cartierul Praga din Varșovia în 1901. Înainte de Primul Război Mondial a terminat studiile la London School of Economics. A lucrat o perioadă de timp în calitate de bibliotecar al bunurilor familiei Krasiński. În 1917 a început să predea literatură și limba poloneză în Londra. Acolo a stabilit legături cu francmasoneria. În timpul războiului i-a convins pe britanici că acțiunea lui Piłsudski nu este împotriva intereselor statelor din Ententa, ci împotriva Rusiei.
După recâștigarea independenței a devenit diplomat acreditat în Elveția, Grecia și Italia. A participat în lucrările Societății Națiunilor. După lovitura de stat din mai 1926 a fost ministru al afacerilor externe în toate guvernele până la 1932. Între anii 1928-1935 a fost senator. Îndeplinea funcție de șef al Consiliului de Administrație al Băncii de Comerț din Varșovia și președinte al Camerei de Comerț Polono-Americane.
În septembrie 1939, după anexarea teritoriului Poloniei de către Wehrmacht și Armata Roșie fiind rezultat al agresiunii Germaniei și URSS, August Zaleski a fugit în Franța, unde a fost numit ministru al afacerilor externe în guvernul polonez în exil (al doilea guvern al lui Władysław Sikorski).
Și-a dat demisia în iulie 1941, protestând astfel împotrivă acordului Sikorski-Maiski și al felului de negocieri, precum și al faptului că ministru al afacerilor externe a fost omis la formularea și încheierea acordului. După aceeia a devenit șef al Cancelariei Civile a Președintelui RP Władysław Raczkiewicz.
În 1947, după moartea lui Raczkiewicz a fost numit președintele RP în exil. Denumirea lui a născut controverse, pentru că primul candidat a fost Tomasz Arciszewski. Însă Paridul Socialist Polonez nu s-a opus denumirii lui, dar consecința haosului politic a fost căderea guvernului lui Arciszewski. În 1954, după terminarea mandatului de 7 ani, cei mai mulți politicieni din exil (printre ei generali Władysław Anders și Tadeusz Bór-Komorowski) au anunțat dezobediență față de el.
Considerând că August Zaleski a încălcat legea când și-a prelungit mandatul și având sprijinul Consiliului de Unitate Națională, opoziția a convocat în 1954 Sfatul celor Trei – post de șef al statului colegial substitutiv care a existat până la moartea lui August Zaleski din 1972. Primii membri ai Sfatului celor Trei erau Władysław Anders, Tomasz Arciszewski și Edward Raczyński.
Zaleski l-a numit pe Stanisław Ostrowski ca succesorul său. Sfatul celor Trei s-a desființat, recunoscând legimitatea succesorului care provenea din Partidul Socialist Polonez din exil. August Zaleski a fost înmormântat la Cimitirul Aviatorilor Polonezi din Newark, Marea Britanie.
A fost decorat printre altele, cu Ordinul al Crucii cu Vulturul din Estonia (1931), Krzyżem Wielkim Ordinul portughez a lui Hristos , Marele Cruce a Ordinului lui Hristos din Portugalia (1931). În 1930 a fost numit cavaler al Marei Crucii Magistrale a cavalerilor de Malta Cavalerii de Malta..
Pe 11 noiembrie 1935, „pentru fapte deosebite pentru Stat” a fost decorat cu Marea Panglică a Ordinului Polonia Restituta. Când August Zaleski a devenit președintele RP pe 9 iunie 1947, a devenit cavaler al Ordinului Vultur Alb.